# Martin Baumann (Religionswissenschaftler)
Martin Baumann (* 1960 in Swakopmund, Südwestafrika, heute Namibia) ist ein deutscher Religionswissenschaftler und Leiter des Religionswissenschaftlichen Seminars an der Universität Luzern.
Nach einem Studium der Religionswissenschaft, Philosophie und Anglistik an Universitäten in Marburg, London, Berlin und Hannover promovierte er 1993 mit einer Arbeit zum Buddhismus in Deutschland. 1999 erfolgte die Habilitation mit einer Schrift über Hindus in der Karibik. Seit 2001 ist Martin Baumann Professor für Religionswissenschaft an der Universität Luzern und Leiter des Religionswissenschaftlichen Seminars. Seine Forschungsschwerpunkte sind die Globalisierung des Buddhismus und Hinduismus in Europa und der Karibik sowie das weiter gesteckte Themenfeld von Religion, Migration, Pluralismus und Integration.
Er ist Mitherausgeber des im Open Access erscheinenden Journals of Global Buddhism.

## Schriften (Auswahl)
- 1993: Deutsche Buddhisten. Geschichte und Gemeinschaften. (zugleich Dissertation an der Universität Hannover, 2. Auflage 1995)
- 2000: Migration – Religion – Integration. Buddhistische Vietnamesen und hinduistische Tamilen in Deutschland.
- 2003: Alte Götter in neuer Heimat. Religionswissenschaftliche Analyse zu Diaspora am Beispiel von Hindus auf Trinidad. (zugleich Habilitationsschrift an der Universität Leipzig von 1999 unter dem Titel Der Begriff der Diaspora als analytische Kategorie.  Eine religionswissenschaftliche Untersuchung am Beispiel der globalen ‚Zerstreuung‘ von Hindu-Traditionen in der Moderne)
- 2016: Integrationspotenziale von Religion und Zivilgesellschaft. Theoretische und empirische Befunde, zusammen mit Edmund Arens und Antonius Liedhegener